# أنتونيو رونالدو غونسالفيس
أنتونيو رونالدو غونسالفيس (بالبرتغالية: Antônio Rinaldo Gonçalves‏) (31 أكتوبر 1966 في كامبينا غراندي في البرازيل – )؛ هو لاعب كرة قدم سابق كان يلعب كمهاجم.

## وصلات خارجية
- أنتونيو رونالدو غونسالفيس على موقع رابطة كرة القدم اليابانية للمحترفين (اليابانية)
- أنتونيو رونالدو غونسالفيس على موقع قاعدة بيانات كرة القدم.إي يو (الإنجليزية)
- أنتونيو رونالدو غونسالفيس على موقع Soccerway.com (الإنجليزية)
- أنتونيو رونالدو غونسالفيس على موقع عالم كرة القدم.نت (الإنجليزية)